# مملكة أنورادابورا
مملكة أنورادابورا، التي دُعيت بهذا الاسم نسبة إلى عاصمتها، كانت أولى الممالك التي أُسست في سريلانكا القديمة وأولى ممالك الشعب السنهالي. أسسها الملك باندوكابايا في عام 377 قبل الميلاد، وتوسعت سلطة المملكة على امتداد البلاد، على الرغم من ظهور بعض المناطق المستقلة من حين إلى آخر، وازداد عددها قبيل سقوط المملكة. مع ذلك، لطالما نُظر إلى ملك أنورادابورا باعتباره حاكم البلاد المطلق طوال فترة وجود المملكة. لعبت البوذية دورًا بارزًا في حقبة أنورادابورا، مؤثرة على ثقافة المملكة وقوانينها وأُسس الحكم فيها. أدى دخول البوذية إلى ثورة في المجتمع والثقافة خلال فترة حكم الملك ديفانامبيا تيسا؛ ازداد هذا التغير الثقافي قوة بوصول التحفة الأثرية لسن بوذا إلى سريلانكا والنفوذ الناتج عن حكامها.
مثلت الغزوات من جنوب الهند خطرًا مستمرًا على امتداد فترة حكم مملكة أنورادابورا. يُذكر لحكام مثل دوتوغامونو وفالغامبا وداتوسينا هزيمتهم للهنود الجنوبيين واستعادتهم السيطرة على المملكة. من الحكام الآخرين الذين حققوا إنجازات عسكرية نذكر غاجاباهو الأول الذي شن هجومًا على الغزاة وسينا الثاني الذي أرسل جيوشه لمساعدة أمير بانديائي.
بسبب اعتماد المملكة الكبير على الزراعة، كان بناء تجهيزات الري إنجازًا مهمًا لمملكة أنورادابورا، مؤمنًا توفر الماء في الموسم الجاف ومساعدًا على بقاء البلاد مكتفية ذاتيًا. بنى عدد من الملوك، وخصوصًا فاسابها وماهاسينا، خزانات وقنوات مياه كبيرة، ما أدى إلى تشكيل شبكة ري معقدة في منطقة راجاراتا خلال حقبة أنورادابورا. تعتبر هذه الإنشاءات علامة على المهارات التقنية والهندسية المتقدمة المستخدمة لإنشائها. تعتبر الرسوم والمباني المشهورة في سيجيريا وأبراج روانويليسايا وجيتافانا رامايا وعدد من الأبراج الضخمة الأخرى إضافة إلى المباني الكبيرة مثل لوفاماهابايا والأعمال الدينية (مثل تماثيل بوذا المتعددة) دليلًا على تطور حقبة أنورادابورا في مجال النحت.

## مدينة أنورادابورا
في عام 543 قبل الميلاد، وصل الأمير فيجايا (543 – 505 قبل الميلاد) إلى سريلانكا، وذلك بعد نفيه من وطنه في الهند. أخضع البلاد في النهاية لسيطرته ونصب نفسه ملكًا. بعد ذلك، أسس أتباعه قرى ومستعمرات على امتداد البلاد. من بينها قرية أسسها أأنورادا وهو أحد وزراء الملك فيجايا، وذلك على ضفاف جدول اسمه كولون، دُعيت القرية باسم أنوراداغاما.
في عام 377 قبل الميلاد، جعل الملك باندوكابايا (437 – 367 قبل الميلاد) هذه المستعمرة عاصمة له وطورها لتصبح مدينة مزدهرة. دُعيت مدينة أنورادابورا (أنورابورا) تيمنًا بالوزير الذي أسس القرية وجد باندوكابايا الذي عاش هناك. اشتُق اسم المدينة أيضًا من تأسيس المدينة تيمنًا بمنزل قمري باسم أنورا. كانت أنورادابورا عاصمة جميع الملوك الذي حكموا البلاد في فترة حكم مملكة أنورادابورا، وذلك باستثناء كاشيابا الأول (473 – 491) الذي اختار سيجيريا عاصمة له. أُشير إلى المدينة أيضًا في خريطة العالم لبطليموس.

## تاريخ
ثبت الملك باندوكابايا، وهو المؤسس والحاكم الأول لمملكة أنورادابورا، حدود القرى في البلاد وأسس نظامًا إداريًا من خلال تعيين زعماء للقرى. بنى صوامع دينية ومنازل للفقراء ومقابر وخزانات للري. أخضع باندوكابايا مساحة كبيرة من البلاد لحكم مملكة أنورادابورا. لكن البلاد لم تصبح موحدة تحت حكم مملكة أنورادابورا إلا عند وصول الملك دوتاغاماني (161 – 137 قبل الميلاد) إلى الحكم. تمكن من هزيمة 32 حاكمًا محليًا في مختلف أجزاء البلاد قبل أن يقتل حاكم جنوب الهند إلارا الذي كان يحتل أنورادابورا، ويصعد إلى العرش. تصف قصة ماهافاسما حكمه بكثير من المديح، وتخصص لفترة حكمه 11 فصلًا من أصل 37. يوصف دوتاغاماني بأنه ملك محارب وبوذي مخلص في الوقت ذاته. بعد توحيد البلاد، ساعد على تثبيت البوذية على أساس ثابت وآمن، وبنى عددًا من الأديرة والأضرحة من بينها روانويلي سياي ولوفاماهابايا.
نذكر من الملوك المشهورين الآخرين لمملكة أنورادابورا الملك فالاغامبا 103، 89 – 77 قبل الميلاد) المعروف أيضًا باسم فاتاغاماني أبهايا، والذي أطاح به خمسة غزاة من جنوب الهند. استعاد عرشه بعد هزيمة هؤلاء الغزاة واحدًا تلو الآخر ووحد البلاد ثانية تحت حكمه. كان سادها تيسا (137 – 119 قبل الميلاد) وماهاكولي ماهاتيسا (77 – 63 قبل الميلاد) وفاسابها (67 – 111) وغاجاباهو الأول (114 – 136) وداتوسيا (455 – 473) وأغابودي الأول (571 – 604) وأغابودي الثاني (604 – 614) من بين الحكام الذين بسطوا نفوذهم على كامل البلاد بعد دوتاغاماني وفالاغامبا.
تمكن حكام مثل كاتوكانا تيسا (44 – 22 قبل الميلاد) وصولًا إلى أمانداغاماني (29 – 19 قبل الميلاد) من السييطرة على كامل الابلاد وإبقائها تحت حكم مملكة أنورادابورا. لم يتمكن بقية الحكام من السيطرة على الجزيرة كاملة، إذ وُجدت مناطق مستقلة في روهونا ومالاياراتا (بلد التلال) لفترات محدودة. خلال الأعوام الأخيرة من مملكة أنورادابورا، اندلعت ثورات عدة وتراجعت سلطة الملوك بشكل تدريجي. بحلول فترة حكم الملك الأخير لمملكة أنورادابورا ماهيندا الخامس (982 – 1017)، أصبحت سلطة الملك ضعيفة لدرجة أنه لم يتمكن من تنظيم جمع الضرائب حتى.
خلال فترة حكم فاسابها وماهاسينا (274 – 301) وداتوسينا، أُعطيت الأولوية لبناء خزانات وقنوات الري الكبيرة. بنى فاسابها 11 خزانًا و12 قناة. بنى ماهاسينا 16 خزانًا وقناة كبيرة، كما بنى داتوسينا 18 خزانًا. بنى معظم الملوك الآخرين أيضًا خزانات للري على امتداد راجاراتا وهي المنطقة المحيطة بأنورادابورا. بحلول نهاية حكم مملكة أنورادابورا، توفرت شبكة ري كبيرة ومعقدة على امتداد راجاراتا لدعم الزراعة في البلاد.

### وصول البوذية
كان وصول البوذية إلى البلاد واحدًا من أهم الأحداث التي حصلت خلال فترة حكم مملكة أنورادابورا. وجد تحالف قوي بين ديفانامبيا تيسا (250 – 210 قبل الميلاد) والإمبراطور أشوكا الهندي، والذي أرسل إلى الأراهات ماهيندا أربعة رهبان، مع إرسال مترهبن مبتدئ إلى سريلانكا. التقوا بديفانامبيا تيسا في ميهينتالي. بعد هذا اللقاء، اعتنق ديفانامبيا تيسا البوذية وأسس مجمع الرهبان في البلاد. اتخذ ديفانامبيا تيسا، بتوجيه من الأراهات ماهيندا، خطوات لتثبيت ركائز الديانة البوذية في البلاد.
بعد ذلك بفترة قصيرة، وصلت البيكوني سانغاميتا من الهند بهدف تأسيس البيكوني ساسانا (مجمع الراهبات) في البلاد. أحضرت معها شتلة من شجرة فيكس لسان العصفور المقدسة، وهي الشجرة التي وصل بوذا إلى التنور عندما كان جالسًا تحتها، وزُرعت الشجرة لاحقًا في أنورادابورا. قدم ديفانامبيا تيسا لمملكته شجرة جايا سري ماها بودي الجديدة. نتيجة ذلك أُسست البوذية في سريلانكا كديانة أساسية لمملكة أنورادابورا.